# موزه شارلیه

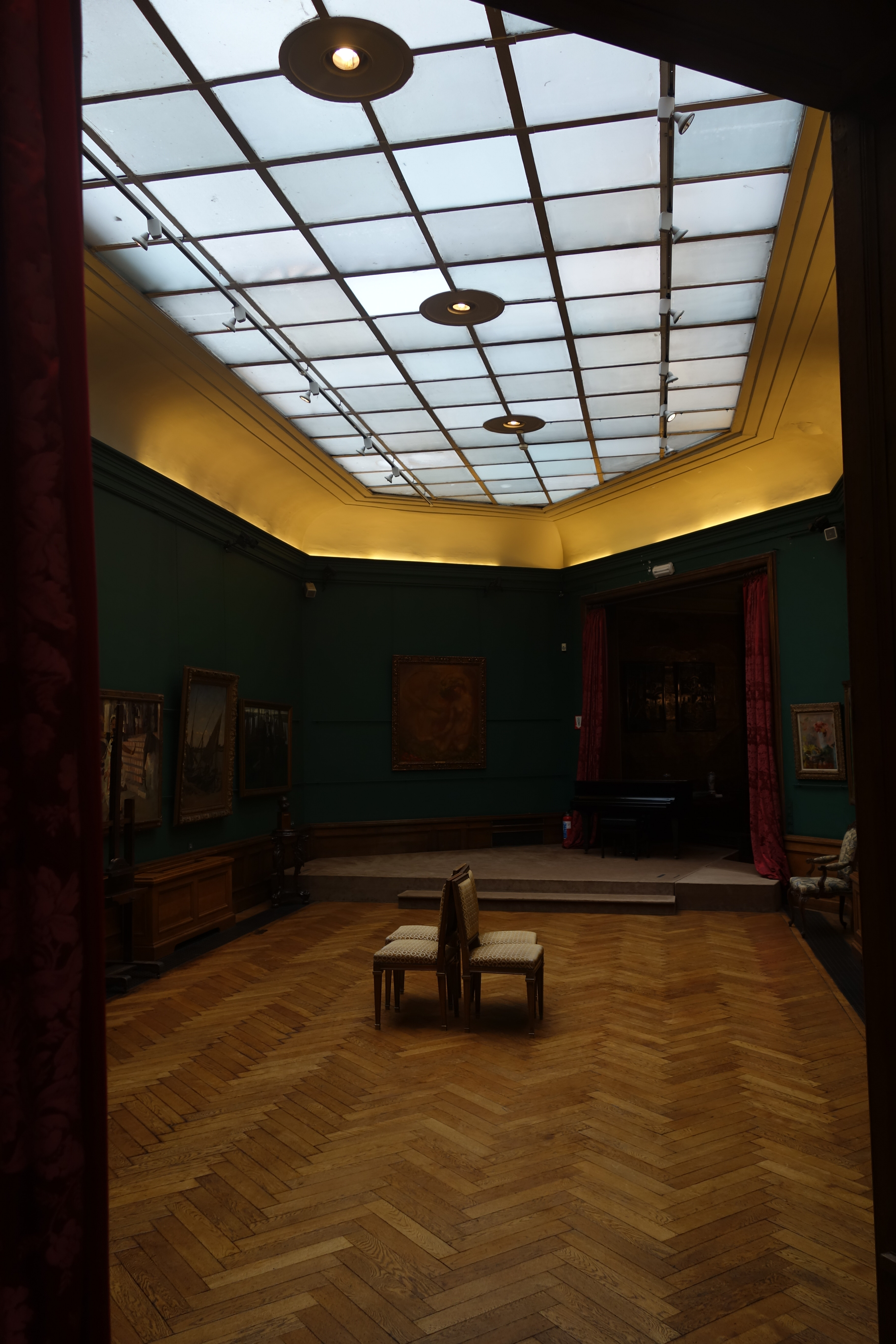
یکی از اتاق‌های موزه

موزۀ شارلیه (به فرانسوی: Musée Charlier) موزه‌ای در سن-ژوس-تان-نود، محله‌ای از بروکسل است که هنر بلژیکی پایان قرن نوزدهم را به نمایش می‌گذارد.
ساختمان فعلی موزه توسط یک مجموعه‌دار هنری هانری ون کوتسم در سال ۱۸۹۰ میلادی خریداری شد. او ویکتور هورتا، معمار معروف را برای بازسازی و گسترش ساختمان استخدام کرد. بازسازی به سبک آر نوو در سال ۱۸۹۳ میلادی به پایان رسید. در سال ۱۹۰۴ میلادی، ون کوتسم درگذشت و خانه را به مجسمه‌ساز گیوم شارلیه سپرد. شارلیه در سال ۱۹۲۵ میلادی درگذشت و در وصیت‌نامۀ خود درخواست کرد که خانه و مجموعه به عنوان موزۀ عمومی باز شود. این موزه در سال ۱۹۲۸ میلادی افتتاح شد.
از این موزه اغلب برای کنسرت‌های موسیقی کلاسیک استفاده می‌شود.